# Вехинген
Вехинген (нем. Wechingen) — община в Германии, в земле Бавария. 
Подчиняется административному округу Швабия. Входит в состав района Донау-Рис.  Население составляет 1378 человек (на 31 декабря 2010 года). Занимает площадь 24,02 км².